# Michel Ancel

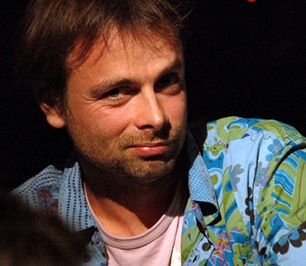
Michel Ancel

Michel Ancel (* 29. März 1972 in Monaco) ist ein französischer Designer von Computerspielen. Bekannt wurde er durch Rayman und Beyond Good & Evil. Michel Ancel wurde am 13. März 2006 in Frankreich für sein Lebenswerk in der Videospielbranche zum Ritter des Ordre des Arts et des Lettres ernannt.

## Karriere
Michel Ancel begann im Alter von 17 Jahren als Grafiker bei dem französischen Publisher und Entwickler Ubisoft. Im Jahr 1995 erschien nach dreijähriger Entwicklung sein wohl größter Erfolg: Der erste Teil der Jump-’n’-Run-Spielereihe Rayman.
Bei der Entwicklung des Sequels Rayman 2: The Great Escape war Ancel ebenfalls beteiligt. Bei Rayman 3: Hoodlum Havoc war er aber nicht beteiligt.
2003 erschien Beyond Good & Evil, ein Action-Adventure, welches zwar von den Kritikern gelobt wurde, welchem aber kein finanzieller Erfolg gegönnt war. Wegen Schwierigkeiten mit Publisher Electronic Arts übergab Regisseur Peter Jackson die Entwicklung eines Spiels zu seinem Film King Kong an Ubisoft. Michel Ancel und sein Team in Montpellier realisierten schließlich das Projekt.
Durch einen Trailer, welcher bei der Electronic Entertainment Expo 2006 gezeigt wurde, kündigte Ancel das Spiel Rayman: Raving Rabbids an, eine Sammlung von Minispielen, welches speziell für Nintendo Wii entwickelt wurde. Ein zweiter Teil erschien im Jahr 2007.
Für Super Mario Maker, welches am 11. September 2015 für die Wii U erschien, hat Ancel ein eigenes Level erstellt.